# Theodoor Eustachius van Palts-Sulzbach
Theodoor Eustachius (Sulzbach, 14 februari 1659 - Dinkelsbühl, 11 juli 1732) was van 1708 tot 1732 vorst van Palts-Sulzbach. Hij was de jongste zoon van Christiaan August van Palts-Sulzbach en Amalia van Nassau-Siegen (1613-1669). Hij was hertog in opvolging van zijn vader als vorst van Palts-Sulzbach.
In 1692 huwde hij met Marie Eleonore van Hessen-Rheinfels-Rotenburg (1675-1720) en kreeg volgende kinderen:
- Marie Anna (1693-1762), non in Keulen,
- Jozef Karel (1694-1729) ∞ met Elisabeth Augusta Sophia van de Palts
- Francisca Christina (1696-1776), vorstin-abdis van Thorn en Essen
- Ernestina Theodora (1697-1775) ∞ 1719 Willem van Hessen-Wanfried-Rheinfels,
- Johan Willem (1698-1699)
- Johan Christiaan (1700-1733) ∞ Marie Henriette de La Tour d'Auvergne
- Elisabeth Eleanore (1702-1704)
- Anna Christiana (1703/04722/23) ∞ 1721/22 met koning Karel Emmanuel III van Sardinië
- Johan Willem August (1706-1708)